# مكتب مقاطعة إسرائيل
مكتب مقاطعة إسرائيل هو مكتب أُنشئ عام 1951م من قبل جامعة الدول العربية لمقاطعة إسرائيل وتتمثل مهمته في وضع لائحة سوداء مرتين في كل سنة باسم الشركات الإسرائيلية (مقاطعة مباشرة) أو باسم الشركات التابعة لدول أخرى تُجري مبادلات تجارية مع إسرائيل (مقاطعة غير مباشرة).
ومن أهم الشخصيات التي أدارت هذا المكتب السيد أحمد خزعة كمفوض عام، حيث إنه يعتبر من المساهمين الأوائل في تعزيز دور مكتب المقاطعة من الاجتماعات الدورية والتطبيق المباشر لمقررات هذه الاجتماعات.
وفي الستينيات تولى إدارته الشيخ ذو الجنسية الجزائرية عباس بن الشيخ الحسين.